# Eupithecia unedonata
Eupithecia unedonata is een vlinder uit de familie spanners (Geometridae). De wetenschappelijke naam is voor het eerst geldig gepubliceerd in 1868 door Mabille.
De soort komt voor in Europa.